# Bryhadyriwka (obwód rówieński)
Bryhadyriwka (ukr. Бригадирівка) – wieś na Ukrainie, w obwodzie rówieńskim, w rejonie dubieńskim, w hromadzie Kozin. W 2001 liczyła 398 mieszkańców.
Do 1958 roku miejscowość nosiła nazwę Żabokrzyki Małe (ukr. Малі Жабокрики, Mali Żabokryky).
W okresie międzywojennym wieś  znajdowała się w granicach II RP, wchodząc w skład gminy Tesłuhów w powiecie dubieńskim, w województwie wołyńskim.